# Угаса
Угаса (Catalan pronunciation: [uˈɣasə]) — село в Іспанії, у складі автономної спільноти Каталонія, у провінції Жирона. Муніципалітет займає площу 45,2 км², а населення в 2014 році становило 245 осіб.